# Orchidantha borneensis
Orchidantha borneensis là một loài thực vật có hoa trong họ Lowiaceae. Loài này được Nicholas Edward Brown miêu tả khoa học đầu tiên năm 1886.

## Mẫu định danh
Mẫu định danh: Cây trồng. Compagnie Continentale d’Horticulture, Gand, ngày 23 tháng 6 năm 1885, nguồn gốc Borneo. Lưu giữ tại Vườn Thực vật Hoàng gia tại Kew (K). Bức thư từ Florence gắn với tấm chứa mẫu định danh tại Kew xác nhận rằng loài này được mô tả 2 ngày trước Lowia longiflora của Benedetto Scortechini.

## Mô tả
Phiến lá 15-25 × 6-9 cm; cuống lá 10-25 cm. Bầu nhụy với phần mở rộng 1,8 cm. Lá đài dài 2,5-2,8 cm, đáy màu ánh vàng nhạt, đỉnh màu tím xỉn; cánh hoa 8 × 1,5 mm, cắt cụt với mấu nhọn nhỏ ở đỉnh; cánh môi dài 2 cm, thẳng-hình mác, nhọn thon, màu tím ánh đen (như cánh hoa); nhị dài 5 mm; vòi nhụy dài như nhị, thanh mảnh, thon búp măng, màu ánh trắng, kết thúc bằng mào có diềm, chia 3 phần màu tím ánh đen với đầu nhụy hình chữ V phía dưới nó đối diện với cánh môi.

## Phân bố
Loài bản địa đảo Borneo.